# Vandijkophrynus angusticeps
Vandijkophrynus angusticeps és una espècie d'amfibi que viu a Sud-àfrica.
Està amenaçada d'extinció per la pèrdua del seu hàbitat natural.